# 이영욱 (1932년)
이영욱(李永旭, 1932년 8월 12일~2024년 1월 21일)은 제16대 대구고등검찰청 검사장을 역임한 법조인이자 제12대 국회의원을 지낸 정치인이다. 부인 변양자와 사이에 2남1녀가 있고 등산과 테니스가 취미다. 아들 이재환은 북한 정치범 수용소에서 사망했다.

## 생애
1932년 경상남도 마산시에서 태어나 1952년 마산상업고등학교와 1956년 서울대학교 법학과를 졸업하고 제8회 고등고시 사법과에 합격 하여 육군 법무관을 거쳐 1961년 광주지방검찰청 목포지청 검사에 임용되어 1962년 부산지방검찰청과 광주지방검찰청 등에서 검사를 하면서 초임 검사 시절부터 어려운 사건을 처리해 유능한 수사검사라는 평가를 받았던 이영욱은 법무부 인권과 과장, 검찰과 과장 등 참모 생활을 오래하여 검찰 행정에 능하다.1976년 부산지방검찰청과 1980년 서울지방검찰청에서 차장검사를 지내다 1981년에 검사장으로 승진하여 1981년과 1982년에 각각 대구지방검찰청과 대구고등검찰청 검사장을 역임하였다. 대구 금복주 사장 협박사건 수사를 총지휘했다. 1981년에는 법무부 차관에 임명되기도 했으며 1983년 임명된 법무연수원장을 마지막으로 1985년 1월에 여당이었던 민주정의당에 영입되어 1985년 2월 국회의원 선거에서 여당이었던 민정당 전국구 의원으로 입후보하여 당선되었다. 여당 소속 국회의원을 하면서 민통련 해산에 대하여 논란이 있던 1986년 11월 2일에 "치안 책임자의 민통련 해산 경고는 이 단체의 활동으로 미루어 당연한 조치라고 할 수 있다"고 말했다.
1987년 7월 미국 MIT대학에서 경영학 박사과정에 있던 아들 이재환(24세)이 오스트리아 여행 중에 북한 공작원에 의해 납치돼 북한으로 끌려갔다가 북한으로부터 "자진 월북했다"는 말을 듣자 이영욱 "아들이 월북할 아무런 이유가 없다"고 했다. 그 이후 1988년 판문점 적십자회담에서 북한 기자로부터 "아들이 결혼해서 잘 살고 있다"는 말을 간접적으로 전해 듣고 대한적십자를 비롯해 국내외 단체에 탄원서를 보내는 등 아들의 송환을 위해 노력하다 1999년 대한민국 정부가 발표한 북한의 정치범 수용소 수감자 명단을 확인하고 유엔난민고등판문관(UNHCR)과 국제적십자위원회에 "북한의 인권유린 행위를 규탄하고 아들의 송환을 촉구했지만 북한 적십자회가 2001년 1월 15일에 발표한 "이재환(39)씨가 사망했다"는 소식을 전해들었다. 이에 이영욱은 "정치범수용소로 끌려간 아들이 인간이 살아갈 수 없는 열악한 환경을 이겨내지 못한 것이 당연하다"고 했고 변영자는 "아들이 죽었다는데 무슨 할말이 있겠느냐"고 했다. 이영욱은 아들의 납북 직후 "유럽의 자본주의 선진 모델을 배워야 하지 않느냐"며 자신이 "유럽행을 권유했다"고 밝혔다.
노무현 정부 당시 맥아더에 대한 논란 등이 있을 때 제2시국선언 애국시민모임이 2005년 10월 18일에 "나라가 망하기 전에 대한민국 살리자"는 구호를 내걸고 "오늘 대한민국은 좌경화가 나라의 안방과 심장을 위협하고 있는 위험한 나라"라며 "서로 일깨우고, 다짐하고, 단속해서 2007년에는 1997년과 2002년에 저질렀던 잘못을 다시 저지르지 않겠다"고 선언하면서 1만여명이 서명에 참여할 때 함께 했다.

## 경력
- 1962년 부산지방검찰청 검사
- 1969년 법무부 검찰과 과장
- ~1976년 부산지방검찰청 차장검사
- 서울지방검찰청 부장검사
- 부산지방검찰청 부장검사
- 1980년 서울고등검찰청 차장검사
- 대구고등검찰청 차장검사
- 1981년 4월 27일~1981년 12월 16일 제26대 대구지방검찰청 검사장
- 1981년 12월 17일~1982년 6월 17일 제25대 대한민국의 법무부 차관
- 1982년 6월 18일~1983년 7월 31일 제16대 대구고등검찰청 검사장
- 1983년 8월 제9대 법무연수원 원장
- 1985년 제12대 국회의원

## 역대 선거 결과
| 실시년도 | 선거   | 대수 | 직책     | 선거구 | 정당       | 득표수      | 득표율          | 순위        | 당락 | 비고 |
| -------- | ------ | ---- | -------- | ------ | ---------- | ----------- | --------------- | ----------- | ---- | ---- |
| 1985년   | 총선   | 12대 | 국회의원 | 전국구 | 민주정의당 | 7,040,477표 | \| \| 35.25% \| | 전국구 20번 |      | 초선 |
|          | 35.25% |      |          |        |            |             |                 |             |      |      |